# Coupe du monde féminine de basket-ball
Cet article traite de la compétition féminine. Pour la compétition masculine, voir Coupe du monde masculine de basket-ball.
La Coupe du monde féminine de basket-ball de la FIBA (FIBA Women’s Basketball World Cup) est la nouvelle dénomination, à compter de l’édition 2018, du championnat du monde de basket-ball pour dames (FIBA World Championship for Women), qui a été créé par la FIBA en 1953 et a eu lieu pour la première fois au Chili, trois ans après le premier championnat du monde masculin. Pendant la majeure partie de ses débuts, il n'a pas lieu la même année que le championnat masculin et n'a obtenu un cycle quadriennal cohérent qu'en 1967. Après 1983, la FIBA a modifié le calendrier afin que le tournoi féminin se déroule les années paires non olympiques, un changement qui était intervenu pour le tournoi masculin en 1970.
Anciennement connu sous le nom de Championnat du monde féminin FIBA, le nom a changé peu de temps après son édition 2014. De 1986 à 2014, le tournoi a eu lieu la même année que la Coupe du monde masculine de basket-ball FIBA mais dans des pays différents. Après les éditions 2014 des deux championnats, l'épreuve masculine a été reprogrammée sur un nouveau cycle de quatre ans lors des années impaire pour éviter tout conflit avec la Coupe du monde de football masculine, mais la Coupe du monde féminine reste sur le même cycle de quatre ans, avec des éditions organisées les mêmes années que la Coupe du Monde de la FIFA masculine et la phase finale disputée quelques mois après.

## Histoire

### Débuts (1953-1957)

#### Premier championnat du monde féminin de basket-ball
Trois ans après le premier championnat du monde de basket-ball masculin, la FIBA organise en 1953 la première édition du championnat du monde féminin de basket-ball. Le tournoi se déroule à Santiago du Chili, capitale du Chili, du 7 au 22 mars. Des dix équipes participantes, la plupart se situe en Amérique du Sud. Les États-Unis et deux équipes européennes–la Suisse et la France–participent à ce tournoi.
Un tour préliminaire a lieu pour définir quelles équipes participeront à la poule finale. La France surclasse le Pérou 66 à 22 tandis que les États-Unis domine le Paraguay 60 à 28. Le Brésil, Argentine et le Chili sont également qualifiés. Après un tour de barrage, le Paraguay devient la dernière équipe à se qualifier pour la poule finale. Chaque équipe s'affronte lors de la poule finale. Battues par les Nord-Américaines dès la première rencontre, les joueuses françaises remportent trois matchs de cette poule finale et se hisse sur le troisième marche du podium. Dominée par l'Argentine lors du premier match, l'équipe chilienne, à domicile, remporte les trois rencontres suivantes pour s'offrir un match décisif contre les États-Unis qui se sont inclinés contre le Brésil. Cette partie est dominée par les États-Unis 49 à 36. Ils remportent le premier championnat du monde devant le Chili et la France.

#### Les États-Unis pour le doublé
Quatre ans après la première édition, les huit mêmes américaines se retrouvent à Rio de Janeiro au Brésil pour se disputer le Championnat du monde féminin de basket-ball 1957. Les trois équipes européennes présentes font leurs débuts dans la compétition : l'URSS, la Tchécoslovaquie et la Hongrie. L'Australie devient également la première équipe d'Océanie à participer à la compétition.
Les États-Unis remportent à nouveau la compétition devant l'URSS. Une rivalité apparait entre les deux nations.

### Domination soviétique (1959-1975)

#### Le boycott du bloc de l'Ouest
Déroulé du 10 au 18 octobre 1959 à Moscou, en Union soviétique, le Championnat du monde féminin de basket-ball 1959 est marqué par la Guerre froide et les tensions géopolitiques de la fin des années 1950. Aucune équipe américaine ne participe à l'épreuve. Les équipes du Bloc de l'Est : Bulgarie, Tchécoslovaquie, Hongrie, Pologne, Roumanie, URSS et la Yougoslavie, ainsi que la Corée du Sud s'affrontent dans un championnat.
Deuxième en 1957, l'URSS termine la compétition invaincue avec 7 victoires et remporte l'évènement à domicile. Elle inflige même de sévères défaites à la Yougoslavie (80-42) et à la Corée du Sud (89-24).

## Palmarès

### Par édition
| Éd. | Année | Pays hôte       | Finale          | Finale | Finale          | Petite finale   | Petite finale | Petite finale      | Meilleure joueuse |
| Éd. | Année | Pays hôte       | Champion        | Score  | Deuxième        | Troisième       | Score         | Quatrième          | Meilleure joueuse |
| --- | ----- | --------------- | --------------- | ------ | --------------- | --------------- | ------------- | ------------------ | ----------------- |
| 1re | 1953  | Chili           | États-Unis      | 49–36  | Chili           | France          | 49–37         | Brésil             | Non décerné       |
| 2e  | 1957  | Brésil          | États-Unis (2)  | 51–48  | URSS            | Tchécoslovaquie | 83–70         | Brésil             | Non décerné       |
| 3e  | 1959  | URSS            | URSS            | 51–38  | Bulgarie        | Tchécoslovaquie | 79–43         | Yougoslavie        | Non décerné       |
| 4e  | 1964  | Pérou           | URSS (2)        | 70–35  | Tchécoslovaquie | Bulgarie        | 46–42         | États-Unis         | Non décerné       |
| 5e  | 1967  | Tchécoslovaquie | URSS (3)        | 83–50  | Corée du Sud    | Tchécoslovaquie | 60–54         | Allemagne de l’Est | Non décerné       |
| 6e  | 1971  | Brésil          | URSS (4)        | 88–69  | Tchécoslovaquie | Brésil          | 70–63         | Corée du Sud       | Non décerné       |
| 7e  | 1975  | Colombie        | URSS (5)        | 106–75 | Japon           | Tchécoslovaquie | 55–45         | Italie             | Non décerné       |
| 8e  | 1979  | Corée du Sud    | États-Unis (3)  | 94–82  | Corée du Sud    | Canada          | 66–57         | Australie          | Non décerné       |
| 9e  | 1983  | Brésil          | URSS (6)        | 84–82  | États-Unis      | Chine           | 71–63         | Corée du Sud       | Non décerné       |
| 10e | 1986  | URSS            | États-Unis (4)  | 108–88 | URSS            | Canada          | 64–59         | Tchécoslovaquie    | Non décerné       |
| 11e | 1990  | Malaisie        | États-Unis (5)  | 88–78  | Yougoslavie     | Cuba            | 49–36         | Tchécoslovaquie    | Non décerné       |
| 12e | 1994  | Australie       | Brésil          | 96–87  | Chine           | États-Unis      | 83–61         | Australie          | Haixia            |
| 13e | 1998  | Allemagne       | États-Unis (6)  | 71–65  | Russie          | Australie       | 72–67         | États-Unis         | Baranova          |
| 14e | 2002  | Chine           | États-Unis (7)  | 79–74  | Russie          | Australie       | 91–63         | États-Unis         | Leslie            |
| 15e | 2006  | Brésil          | Australie       | 91–74  | Russie          | États-Unis      | 99–59         | Brésil             | Taylor            |
| 16e | 2010  | Rép. tchèque    | États-Unis (8)  | 89–69  | Rép. tchèque    | Espagne         | 77–68         | Biélorussie        | Horáková          |
| 17e | 2014  | Turquie         | États-Unis (9)  | 77–64  | Espagne         | Australie       | 74–44         | Turquie            | Moore             |
| 18e | 2018  | Espagne         | États-Unis (10) | 73–56  | Australie       | Espagne         | 67–60         | Belgique           | Stewart           |
| 19e | 2022  | Australie       | États-Unis (11) | 83–61  | Chine           | Australie       | 95–65         | Canada             | Wilson            |
| 20e | 2026  | Allemagne       |                 |        |                 |                 |               |                    |                   |

### Médailles par pays
| Rang  | Nation             | Or | Argent | Bronze | Total |
| ----- | ------------------ | -- | ------ | ------ | ----- |
| 1     | États-Unis         | 11 | 1      | 2      | 14    |
| 2     | Union soviétique   | 6  | 2      | 0      | 8     |
| 3     | Australie          | 1  | 1      | 4      | 6     |
| 4     | Brésil             | 1  | 0      | 1      | 2     |
| 5     | Russie             | 0  | 3      | 0      | 3     |
| 6     | Tchécoslovaquie    | 0  | 2      | 4      | 6     |
| 7     | Chine              | 0  | 2      | 1      | 3     |
| 8     | Corée du Sud       | 0  | 2      | 0      | 2     |
| 9     | Espagne            | 0  | 1      | 2      | 3     |
| 10    | Bulgarie           | 0  | 1      | 1      | 2     |
| 11    | Chili              | 0  | 1      | 0      | 1     |
| 11    | Japon              | 0  | 1      | 0      | 1     |
| 11    | République tchèque | 0  | 1      | 0      | 1     |
| 11    | Yougoslavie        | 0  | 1      | 0      | 1     |
| 15    | Canada             | 0  | 0      | 2      | 2     |
| 16    | France             | 0  | 0      | 1      | 1     |
| 16    | Cuba               | 0  | 0      | 1      | 1     |
| TOTAL | TOTAL              | 18 | 18     | 18     | 54    |

### Distinctions individuelles
| Éd. | Année | Meilleures marqueuses         | Meilleure joueuse | Meilleure défenseuse | Meilleur sélectionneur |
| --- | ----- | ----------------------------- | ----------------- | -------------------- | ---------------------- |
| 1re | 1953  | Anne-Marie Colchen (19,2 P/M) | Non décerné       | Non décerné          | Non décerné            |
| 2e  | 1957  | Edith Nunez (23,4 P/M)        | Non décerné       | Non décerné          | Non décerné            |
| 3e  | 1959  | Dagmar Hubalkova (17,1 P/M)   | Non décerné       | Non décerné          | Non décerné            |
| 4e  | 1964  | Park Sin-ja (20,6 P/M)        | Non décerné       | Non décerné          | Non décerné            |
| 5e  | 1967  | Nilsa Gurcia (21,7 P/M)       | Non décerné       | Non décerné          | Non décerné            |
| 6e  | 1971  | Uļjana Semjonova (21,0 P/M)   | Non décerné       | Non décerné          | Non décerné            |
| 7e  | 1975  | Nancy Nieto (20,7 P/M)        | Non décerné       | Non décerné          | Non décerné            |
| 8e  | 1979  | Hortência Marcari (20,9 P/M)  | Non décerné       | Non décerné          | Non décerné            |
| 9e  | 1983  | Hortência Marcari (29,0 P/M)  | Non décerné       | Non décerné          | Non décerné            |
| 10e | 1986  | Leonor Borell (26,7 P/M)      | Non décerné       | Non décerné          | Non décerné            |
| 11e | 1990  | Hortência Marcari (31,5 P/M)  | Non décerné       | Non décerné          | Non décerné            |
| 12e | 1994  | Hortência Marcari (27,6 P/M)  | Zheng Haixia      | Non décerné          | Non décerné            |
| 13e | 1998  | Janeth Arcain (20,2 P/M)      | Elena Baranova    | Non décerné          | Non décerné            |
| 14e | 2002  | Lauren Jackson (23,1 P/M)     | Lisa Leslie       | Non décerné          | Non décerné            |
| 15e | 2006  | Lauren Jackson (21,3 P/M)     | Penny Taylor      | Non décerné          | Non décerné            |
| 16e | 2010  | Yuko Oga (19,1 P/M)           | Hana Horáková     | Non décerné          | Non décerné            |
| 17e | 2014  | Sancho Lyttle (18,2 P/M)      | Maya Moore        | Non décerné          | Non décerné            |
| 18e | 2018  | Liz Cambage (23,8 P/M)        | Breanna Stewart   | Non décerné          | Non décerné            |
| 19e | 2022  | Arella Guirantes (18,2 P/M)   | A'ja Wilson       | Alyssa Thomas        | Zheng Wei              |
| 20e | 2026  |                               |                   |                      |                        |